# Ataque suicida

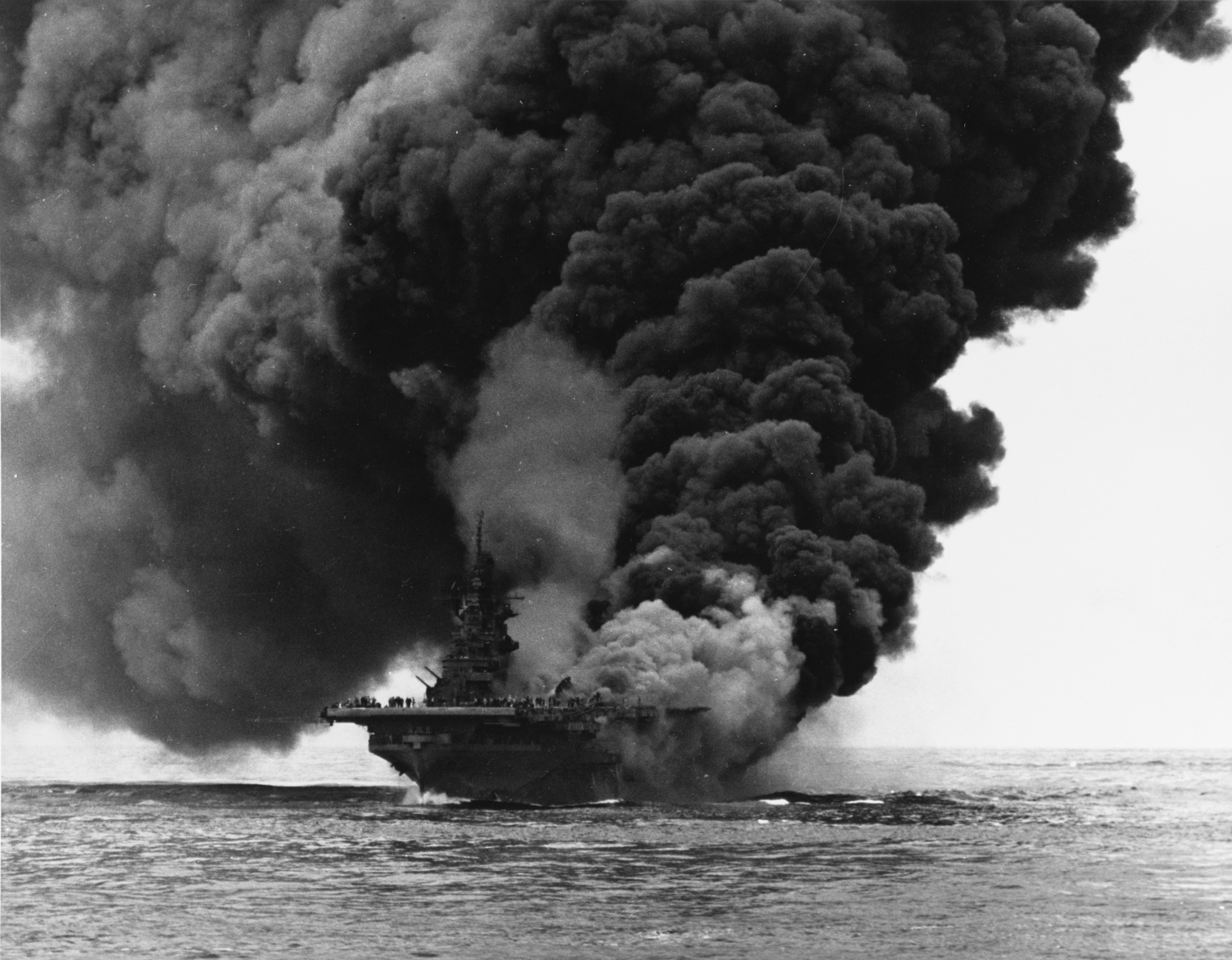
Ataques de Kamikaze no USS Bunker Hill, em maio de 1945.

Um ataque suicida é qualquer tipo de operação bélica em cujo processo quem ataca tem a intenção de morrer. Exemplos de ataques suicida são Kamikaze e homens-bomba. Um ataque suicida caracteriza-se por ser uma ação perpetrada contra um alvo específico em que o indivíduo perde a vida ao concretizar o ataque, sendo essa morte crucial e desejada pelo perpetrador, diferenciando-se de missão suicida, a qual se caracteriza por ser uma ação em que o indivíduo sabe que vai perder a vida porque não irá escapar a tempo e não há outra solução senão morrer ao completá-la, ou seja, a morte do perpetrador durante o ataque é uma necessidade e não uma causalidade. O termo “Ataque Suicida” é redutor e simplificado para classificar os ataques em que o próprio membro da organização terrorista, que efetua o ataque, morre. Os motivos adjacentes a esse tipo de ataques são, algumas vezes, diferentes dos motivos que levam alguém a suicidar-se, aproximando-se também dos motivos do sacrifício ou do martírio.
Segundo a base de dados Iraquiana para contagem de cadáveres, entre Março de 2003 e Dezembro de 2010 ocorreram 1 003 ataques suicidas contra alvos iraquianos que resultou em 12 284 mortes. No Afeganistão são usados frequentemente turbantes e vestes próprias para esconder os explosivos, no entanto o método mais utilizado nos bombardeamentos são os veículos. Desde 2007 que os veículos são usados habitualmente em ataques suicidas no Paquistão, resultando num número de mortes semelhante ao número no Iraque.
As primeiras explicações para o terrorismo suicida surgiram nos anos 80 do século XX contudo, a partir dos anos 90 começou a ser evidente que as explicações anteriormente dadas não eram suficientes para identificar quais os indivíduos que se tornavam mais tarde em terroristas suicidas e porque é que as organizações começavam a usar cada vez mais este tipo de ataque.
Os ataques suicidas atraem muito mais publicidade do que qualquer outro ataque, não só pela morte do próprio membro da organização como também pelo grande número de vítimas inocentes que causa. Algumas das vezes o ataque tem apenas como objetivo obter atenção, sendo uma forma fácil de ser notícia em todo o mundo e de ajudar a publicitar as causas pelas quais as organizações terroristas lutam.

## Evolução histórica

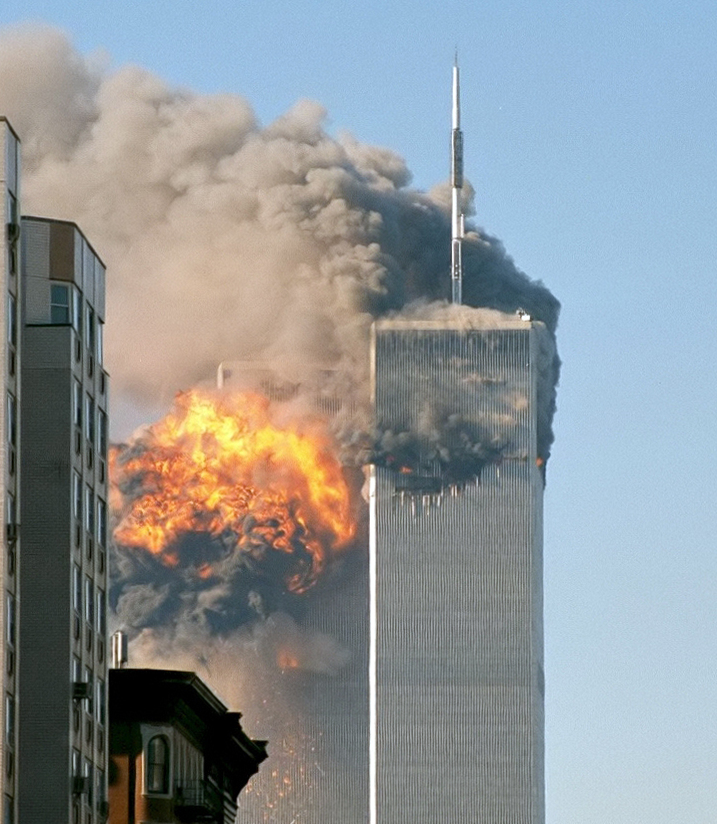
Ataques de 11 de setembro de 2001

Após o 11 de Setembro, o ataque suicida começou a ser visto como um fenómeno comum do islamismo e comum na cultura árabe, contudo essa afirmação está longe de ser verdadeira. Apesar de atualmente existir um uso crescente de ataques suicidas, estes existem desde a época em que a Judeia estava ocupada pelos Romanos, altura essa onde existiam os sicários (em latim: Sicarii), um grupo extremista com a intenção de expulsar os Romanos da Judeia. A Ordem dos Assassinos (hashashin) que existiu durante o século XI no Irão também é um exemplo da utilização de ataques suicidas no passado, com o objetivo de difundir uma nova religião criada pelo fundador da Ordem.
O conceito de terror associado aos ataques suicidas, contudo, surgiu com Maximilien Robespierre durante a revolução Francesa. Exemplos da ligação entre o terrorismo e os ataques suicidas são a morte de Alexandre II da Rússia em 1881 ou os ataques realizados por Camicases em 1944, mas a utilização de bombistas suicidas como se conhece hoje, surgiu nos anos 80 no Líbano, como método utilizado pelo Hezbollah, sendo a Al Qaeda quem criou uma dimensão transnacional do método principalmente com o ataque às Torres Gémeas de 11 de Setembro de 2001. Os primeiros ataques suicidas ocorridos no conflito israelo-palestiniano iniciaram-se em 1993 pelo Hezbollah, que tinha membros treinados pelo Movimento de Resistência Islâmica (Hamas).
Seja um ataque suicida suportado pelo estado (ex.: Camicases) ou uma entidade subnacional (ex.: Anarquistas Russos), o ataque suicida é normalmente utilizado por grupos mais fracos contra entidades mais poderosas como forma de gerar terror.

## Motivações
As motivações que levam os indivíduos a cometer ataques suicidas são discutíveis e envolvem preocupações completamente diferentes dos ataques terroristas convencionais, não só porque estão associados a dilemas sociais que outros ataques não envolvem, bem como dilemas morais que condicionam o combate ao terrorismo. As motivações e o perfil dos indivíduos dão origem a debates intensos, sendo que em si radica uma observação contraditória do mesmo fenómeno.

### Perfil
As características adjacentes aos indivíduos que realizam os ataques suicidas são muitas das vezes a pobreza, poucas habilitações literárias e doenças crónicas ou deficiências. Robert Pape considera que não existe apenas um perfil definido de todos os indivíduos que cometem ataques suicidas. Até há pouco tempo, vários peritos consideravam os terroristas suicidas como tendo poucas habilitações literárias, desempregados, isolados socialmente, solteiros e entre a casa dos 20 anos, mas atualmente sabe-se que essas características podem não estar presentes, podendo ser casados, serem mulheres, estarem integrados na sociedade, com idade entre os 13 e os 47 anos, ou seja, apesar de apenas um pequeno número de pessoas se tornar terrorista suicida, essas mesmas pessoas podem ter estilos de vida completamente diferentes o que torna quase impossível detectá-los a tempo. As motivações de quem comete os ataques suicidas e os líderes das organizações são diferentes, ou seja, alguns indivíduos que cometem ataques suicidas são fanáticos religiosos e irracionais. Contudo, o terrorismo suicida segue uma estratégia lógica pois os líderes das organizações que comandam e recrutam quem vai cometer os ataques suicidas não são relativamente a este tópico em específico, irracionais.

### Suicídio, martírio ou sacrifício?
Existe alguma confusão entre os termos “suicídio”, “martírio” e “sacrifício” e a diferença entre as três definições é crucial para entender as motivações adjacentes aos ataques suicidas. Segundo Ofer Zur, o termo suicídio caracteriza-se no ato de tirar a própria vida e o objetivo desse mesmo ato é, apenas e só, a morte do individuo que o comete. Dependendo da religião, cultura, sistemas penais e/ou tradições da sociedade, o suicídio é visto de diferentes formas, podendo ser considerado crime em alguns locais, assim como pecado em certas religiões. No entanto o suicídio também pode ser visto como um ato heroico e, de certa forma honorável, dando como exemplo alguém que prefira morrer a ter que continuar a vida em sofrimento. No que toca ao sacrifício e ao martírio, a diferença é apenas o motivo do mesmo, ou seja, o significado de sacrifício traduz-se em abdicar de alguém, ou algo, considerado importante para esse mesmo individuo, por algo que essa pessoa considera ainda mais importante. Podem, por exemplo, sacrificar a sua vida em prol do terrorismo ou em prol de destruir o inimigo. Já o martírio caracteriza-se por sacrificar a sua própria vida com a certeza de ter um lugar no “paraíso” depois da morte e de não ir para o "inferno", sendo um ato repleto de conceções religiosas e de fé, afastando-se assim da definição de sacrifício.
Segundo Lydia Voronina, o estado mental em que se encontra o terrorista suicida é similar ao de um individuo que se queira suicidar mas na maior parte dos casos os bombistas suicidas não são suicidas, estão perfeitamente estáveis e completamente conscientes dos seus atos, que não é morrer mas sim matar outros. O facto de esses indivíduos abdicarem das suas vidas por uma grande causa em que acreditam, não os faz social e religiosamente odiados pela sua fraqueza e violação das regras de deus, mas sim fá-los heróis aos olhos das comunidades e mártires nos termos da sua ideologia.
O sacrifício também se verifica nas situações de terrorismo suicida, sendo esse ato com a intenção de obter algum ganho, seja um lugar no paraíso como acontece com o sacrifício religioso ou então para conseguir que a família sobreviva, dando-lhes apoios financeiros e obtendo respeito do resto da comunidade. Segundo Abdul Aziz al-Rantisi, porta-voz do Hamas, quando um individuo concorda em levar a cabo o ataque suicida, é acordado um salário que irá ser dado à família, num valor de $400 (homem) ou $200 (mulher). Alguns autores consideram o termo “ataque suicida” inadequado e desajustado para classificarem este tipo de atentados pois existem poucas evidências de os perpetradores possuírem qualquer psicopatologia ou pensamentos suicidas.
Segundo Robert Pape, apesar das motivações religiosas interessarem, no terrorismo moderno os ataques suicidas não estão limitados ao Fundamentalismo Islâmico sendo o Islamismo quem recebe mais atenção mundialmente mas quem lidera o número de ataques suicidas são Os Tigres de Liberação do Tamil Eelam (LTTE), uma organização que recruta predominantemente população Hindu Tamil de Sri Lanka e que possuem ideias Marxistas/Leninistas. Esta organização sozinha é responsável por 75 dos 186 ataques suicidas entre 1980 e 2001.
Apesar de a religião ser uma das motivações de alguns indivíduos que cometem ataques suicidas, a mesma apenas começou a ter um papel primordial no terrorismo nas passadas duas décadas. Os ataques suicidas são claramente motivados politicamente e as organizações terroristas aproveitam-se do ambiente caótico que existe para extorquir e explorar a população.
Alguns autores como Scott Atran consideram que quem comete atos terroristas não possui, habitualmente, qualquer psicopatologia. Detêm habilitações académicas dentro da média, ou elevadas, assim como são economicamente estáveis, ou seja, têm características comuns à restante população que os rodeia e não são apenas uns “malucos cobardes” como é comumente divulgado na sociedade. O caso de Human Balawi é um exemplo dessa estabilidade. Human Balawi era médico e foi responsável pelo ataque ao acampamento de Chapman em 2009. Alguns autores consideram que os indivíduos não têm qualquer psicopatologia e são estáveis a vários níveis e dessa forma encaram-nos como mártires, ou seja, que aceitam perder a vida que tanto desejam pelo Deus em que acreditam. No entanto existem evidências mais recentes de autores com perceções opostas que defendem que essa ideia de que as organizações só recrutam pessoas estáveis — tanto económica como psicologicamente — que são pessoas que têm amor à vida mas que aceitam cometer o ataque suicida porque amam mais o deus em que acreditam, não passa de uma perceção errada que as próprias organizações demonstram à população. Adam Lankford considera que os indivíduos que se sujeitam à sua própria morte para, ao mesmo tempo, matarem outras pessoas, não têm motivações muito diferentes de alguém que pretende suicidar-se. Sofrendo de ansiedade, depressão ou falhanço profissional como qualquer outra pessoa, sendo o “martírio” uma forma de encobrir o desejo, que já existe, de morrer. Este autor considera ainda que o que os membros das organizações terroristas afirmam como sendo as motivações deles, não podem ser tidas como sendo verdadeiras. Estudos realizados com Mohamed Atta demonstram o estado depressivo em que se encontrava, sofrendo de isolamento social, culpa, vergonha e desespero, características essas habitualmente encontradas em indivíduos que cometem suicídio e ou assassínio-suicídio.
Algumas das motivações comuns neste tipo de ataques é a retaliação principalmente por parte de indivíduos que sofreram perdas de familiares. O sentimento de humilhação, desonra, injustiça ou a falta de direitos que supostamente deviam possuir, são os motivadores mais fortes para a concretização dos ataques suicidas.
É também colocada de parte a manipulação intencional, que o próprio país e a sociedade causam. O sentido de “obrigação” leva por vezes os indivíduos a cometerem atos extremos, dando como exemplo os pilotos camicases, que apesar de estarem sós no cockpit quando cometeram o ataque suicida, esse ato está largamente afastado de ser um ato com uma iniciativa, apenas e só, pessoal, sendo esse piloto um produto da condição em que a sociedade se encontrava. Quando Takijiro Onishi questionou coletivamente os indivíduos se queriam ou não voluntariar-se para efetuar o ataque, todos se chegaram à frente e aceitaram, mas sabendo que se não o fizessem iria ser uma vergonha e seriam punidos.

### Mulheres-bomba
Apesar dos homens serem vistos como os líderes, os ataques perpetrados por mulheres são, de forma significativa, mais mortíferos que os ataques cometidos por homens. Essa eficácia deve-se ao papel que a mulher tem na sociedade, não se estando à espera que alguém do género feminino cometa atos que até há pouco tempo eram apenas levados a cabo por homens. Assim é mais fácil para uma mulher esconder os explosivos (devido às roupas utilizadas) e as medidas de segurança não são tão rígidas como são para os homens. Atualmente as mulheres são usadas como mártires, embora nos primeiros ataques realizados pelos Hamas recusavam-nas e davam como justificação o facto de serem mais fracas que os homens, tanto psicológica como fisicamente, e que iriam ser ataques ineficazes se fossem elas a fazê-lo. São, no entanto, utilizadas contemporaneamente, não por uma questão de igualdade de género mas sim porque corresponde aos objetivos que a organização terrorista pretende.

## Prevenção
Os ataques suicidas são eficazes no terrorismo porque demonstram um grande comprometimento a uma causa específica. Nos locais onde as pessoas estão vulneráveis sentimentalmente, este tipo de ataques aumentam os sentimentos de raiva e sofrimento que estão associados a essas populações, conseguindo mudar a opinião das mesmas para apoiar as organizações terroristas. Os objetivos fundamentais das campanhas de suicídio realizadas nesses locais é causar medo, ansiedade, desmoralização dos civis e fazê-los entender que o governo e a proteção que deviam ter, não existe.
A prevenção do terrorismo é difícil devido às suas origens complexas. Tentar impedir os bombistas suicidas de completar o ataque é, usualmente, fútil, sendo mais eficaz a eliminação das condições que fazem com que a população suporte os grupos terroristas. A interrupção do suporte financeiro e das redes de contactos também é um método de bastante sucesso. Como a exposição aos atos terroristas é algo comum em Israel, existe a necessidade de tornar os civis resilientes a esses ataques tentando transmitir mecanismos aos indivíduos de como lidar em situações dessas, tornando-os capazes de evitar os ataques ou de minimizar os danos depois do ataque acontecer. Consequentemente os ataques suicidas deixam de ter o efeito psicológico e estratégico que tinham e deixam de ser um método eficaz.